# Паня
Паня (словац. Paňa) — село, громада округу Нітра, Нітранський край. Кадастрова площа громади — 11.26 км².
Населення 395 осіб (станом на 31 грудня 2018 року).

## Історія
Паня згадується 1239 року.

## Населення
| Рік:            | 1994. | 2004. | 2014.    | 2024.    |
| --------------- | ----- | ----- | -------- | -------- |
| Кількість осіб: | 317   | 317   | 370      | 421      |
| Різниця:        |       | +0 %  | +16,71 % | +13,78 % |

| Рік:            | 2023. | 2024.   |
| --------------- | ----- | ------- |
| Кількість осіб: | 411   | 421     |
| Різниця:        |       | +2,43 % |